# Caffeine-Free Coca-Cola
Caffeine-Free Coca-Cola е газирана безалкохолна напитка, разновидност на Кока-Кола, но без съдържание на кофеин. Произвежда се от Coca-Cola Company.
За първи път е произведена в САЩ през 1984 година. Диетичният вариант на тази напитка е предшественик на популярната Coca-Cola Light.